# جو برو

شعار الشركة

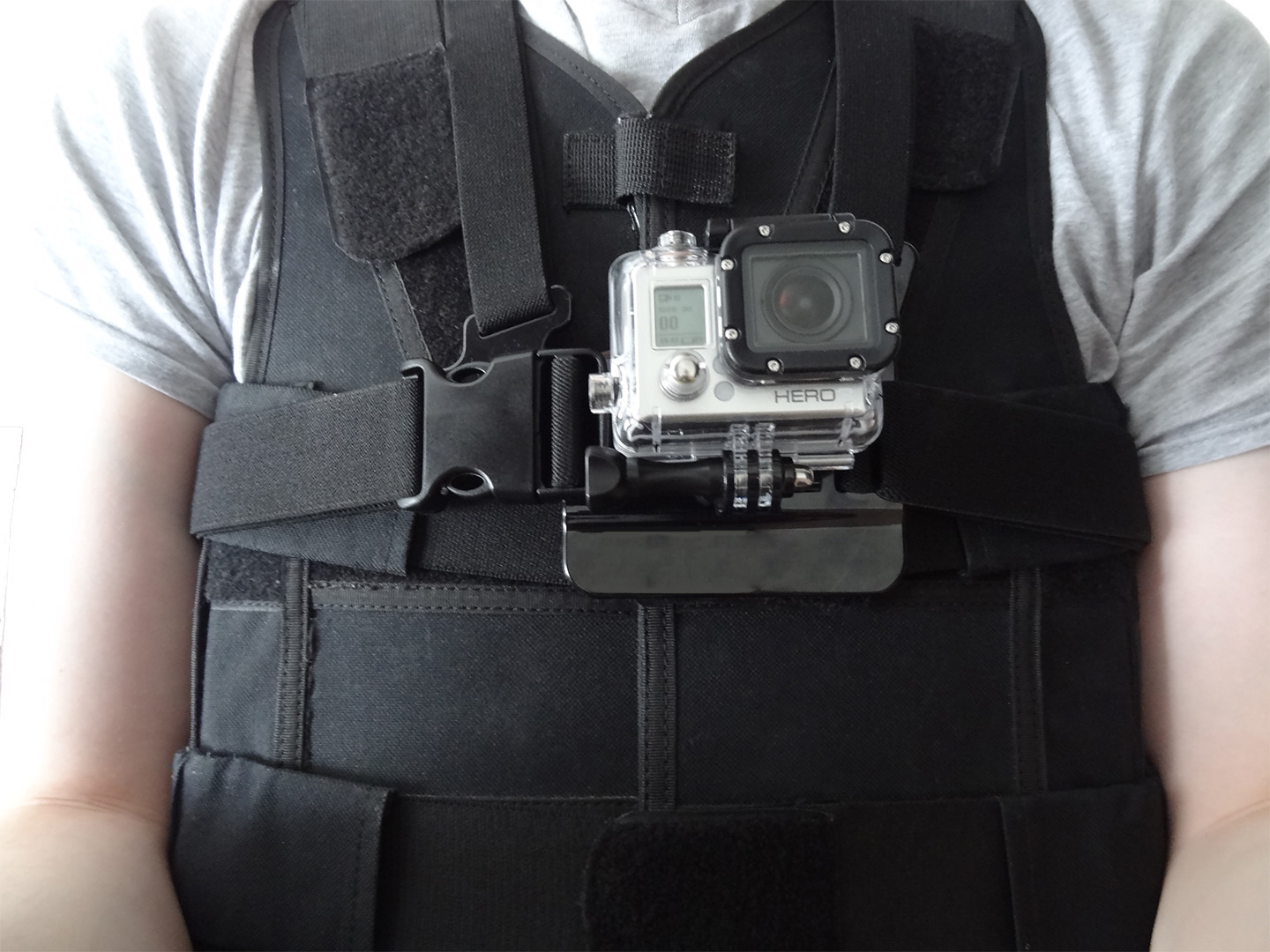
كاميرا GoPro على بزة أحد ضباط الأمن

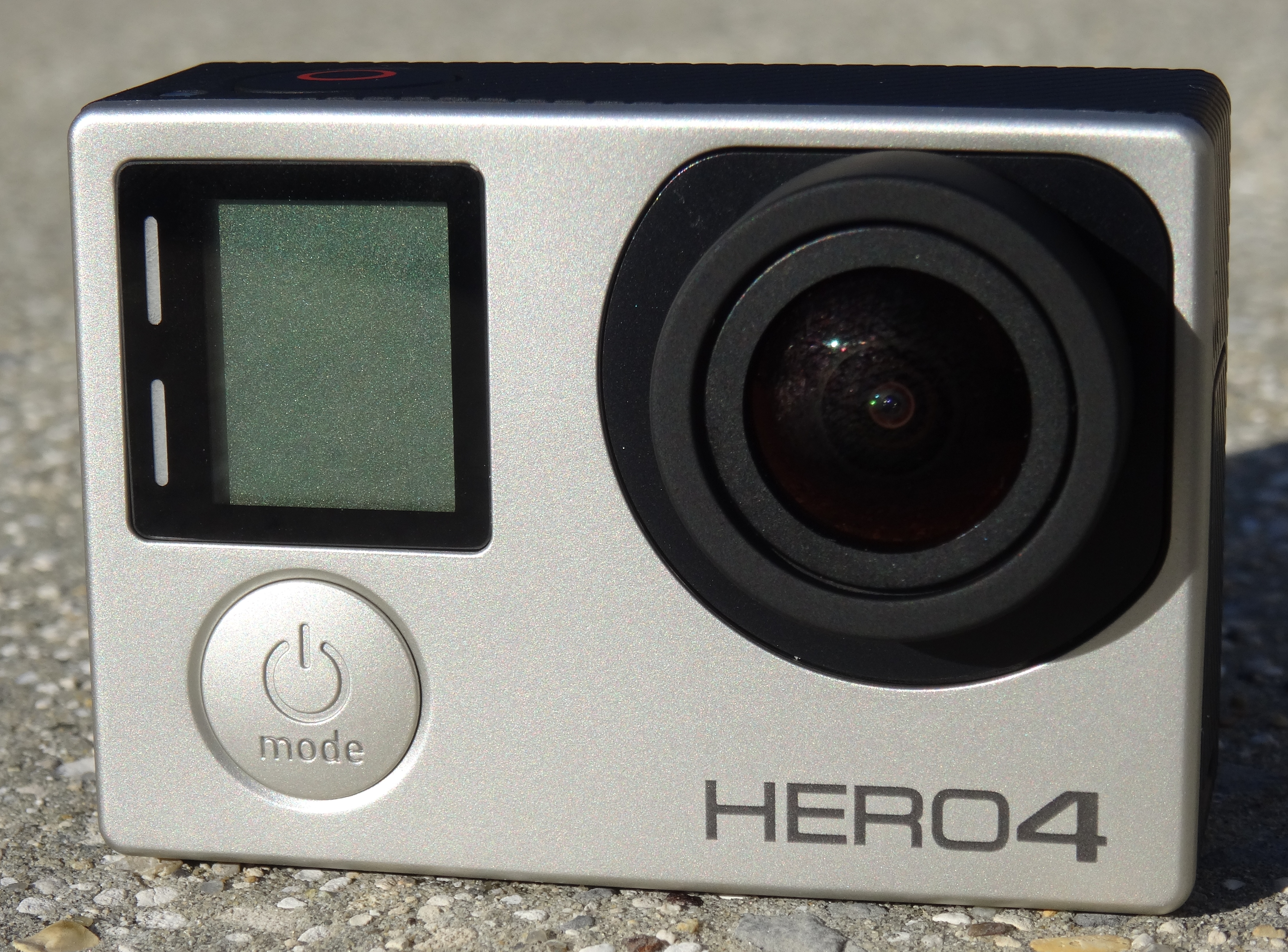
GoPro Hero 4 Silver Edition.

جو برو (بالإنجليزية: GoPro)‏علامة تجارية أمريكية مختصة بانتاج كاميرا حركة شخصية عالية الوضوح، وغالبا ما تستخدم في تسجيل مقاطع الفيديو. الكاميرا معروفة لكونها خفيفة الوزن ويمكن ارتداؤها أو تثبيتها في أماكن غير عادية مثل خارج الطائرات والسيارات والقوارب أو دبابات الجيش.
يقع مقر الشركة التي تطور وتصنع وتسوق آلات التصوير في سان ماتيو، كاليفورنيا.

## تاريخ
تأسست الشركة بواسطة نيك وودمن. قال وودمن بأنه ألهم بإنشاء الشركة بعد رحلة ركوب أمواج في أستراليا عام 2002 حيث كان يأمل بالتقاط صور حركية ذات جودة وهو يعتلي الأمواج، لكن لم يمكنه لأن المصورون الهاويين لا يمكنهم الاقتراب بشكل كاف أو الحصول على معدات ذات جودة بأسعار معقولة. حيث أن رغبته في نظام كاميرا يسمح بالتقاط صور بزوايا واسعة مثالية لذلك اسماها 'جو برو'. وتتضمن الشركة الأم على تمويل من قبل عدة شركات رأسمال استثمارية وتتضمن مشروع ستيمبوت (التابعة لشركات والت ديزني) ورأس مال ريفروود وساقافيو ووالدن الدولية وشركاء مشروع الولايات المتحدة. بداية قام وودمن بجمع أموال الشركة بواسطة بيع أحزمة مصنعة من الخرز والصدف في فانه الفولكس واجن. وقد باع كل حزام بأقل من 20$.و بينما هو يصنع الأحزمة خطرت على باله فكرة وهي صنع أحزمة أنيقة تعلق بها الكاميرا. وفي ذلك الحين كانت الأحزمة مطاطية تلف على المعصم فوجدها بعض النقاد بأنها غير ملائمة ومؤلمة وسهلة الكسر. وقد باعت الشركة عام 2004 أول نسخة من نظام كاميرا يسمح بفلم 35ملم. وتطورت الكاميرات من 35 ملم إلى كاميرات رقمية حيث أنها كانت تسجل فيديو لمدة 10 ثوان إلى كاميرات رقمية 3- ميغا بكسل حتى تفرعت أنشطة هذه الكاميرات من ركوب الأمواج إلى أن أصبحت تستخدم في سباق السيارات والتزحلق على الجليد وركوب الدراجات الهوائية وكما تم إنشاء أيضا محولات جديدة.

## العمل المشترك
في مارس 2013 قامت جو برو بشراء شركة ساينفورم. خصوصاً أن هذا الشراء نقل ترميز ساينفورم 444 إلى سيطرة جو برو. حيث أن هذا الترميز (استخدم في تصوير سلامدوغ مليونير) وفقا لبيان صحفي تبين أن هذا الترميز يجعل المونتاج بتقنية عالية وبخاصية ثلاثية الأبعاد لتكون أسرع وسهلة الاستعمال دون التضحية بجودة الصورة. وقد تم طرح نظام الهيرو بخاصية ثلاثية الأبعاد بعد وقت قصير من شراء شركة ساينفورم. وفي شهر مارس 2013 أصدرت شركة جو برو بلاغ قانون الألفية للملكية الرقمية ضد موقع (digitalrev.co) حيث أنه نقض حق الناشر بوضع أحد منتجات الشركة مستخدماً العلامة التجارية. وسحب البلاغ بعد 10 أيام بوضع إشارة إلى المنتج بأنه إجراء خاطئ.

## كاميرات الهيرو ذات التقنية العالية
تبيع جو برو ثلاثة كاميرات بعدسات ثابتة، وجميعها بلا فيوفايندر (الفتحة التي ننظر من خلالها للصورة). وتسمح شاشة العرض البلورية 2بت الموجودة في الكاميرا الوصول إلى القائمة، والتي نستطيع التحكم بها عن طريق زر الغالق الأمامي وزر الغالق الأعلى. أبعاد الكاميرا هي 1.6" × 2.4" × 1.2" (42ملم × 60ملم × 30ملم) (الهيرو2). وبأمكانها التقاط من 5 إلى 12 ميغابكسل من الصور الثابتة. وقد دمجت الكاميرات ببيت واق للكاميرا مصنوع من البولي كيربونيت بتقنية عالية (بعدسة زجاجية) وصنف هذا البيت الواقِ بأنه مقاوم للصدمات والماء إلى 180 متر ft/60 قدم. ويتضمن البيت على مشبك سريع الفتح موجود في الأعلى وبلاستيك لولبي في الأسفل يستخدم مع برغي خاص به لتوصيلها بوصلات الكاميرا. ويحتوي البيت على أزرار فلزية متزامنة بجهاز التحكم في الكاميرا. ويحتوي البيت الواقِ على باب خلفي هيكلي اختياري يسمح بالتقاط الصوت بشكل أفضل في الحالات الي يكون استخدامها ليس ضد الماء والصدمات (لكن راغبا استخدام وصلات الكاميرا).
وبالأضافة إلى أن من ميزات الكاميرا، أنها تشمل على نمط رأساً على عقب لجعل الصورة أو الفيديو يظهرا بشكل عمودي، ويسمح الالتقاط الزمني لكل ثانيتين، 5، 10، 30، 60 ثانية للكاميرا بالتقاط سريع بشكل مستمر والتقاط صور متتابعة ومؤقت ذاتي. وتمتلك قائمة مواصفات الكاميرا بطارية لثيوم أيون1050 أمبير (هيرو3) وفتحة 2.8/f وبمعدل 104V/lux في الثانية لنمط الفيديو.

## المنتجات
هيرو3+
وفي شهر أكتوبر من عام 2013 طرحت جو برو الهيرو3+ المتوفرة بالنسخة السوداء والفضية، والتي جاءت مكان كاميرات الجيل السابق من الهيرو 3. ومازالت النسخة البيضاء من الهيرو3 هي الطراز الحالي الأرخص من أجهزة جو برو.
تطورت كاميرة الهيرو3+ بشكل كبير وأصبحت مقاومة للماء وأخف وأصغر من الهيرو3 بـ (20% و 15% ووفقا لموقع الجو برو فإن الهيرو3+ انخفض حجمها بنسبة 20% مقارنة بالهيرو3) وطالبت بتحسين حدة الصورة (حيث أن وصل التركيز عن قرب في الهيرو3 إلى 7 مقابل حوالي 3 أقدام إلا أن التركيز عن بعد أقل إلى حد ما في الهيرو3+)، ووظيفتها الصوتية أفضل لشمولها على عازل ضجيج الرياح. تحسن زمن تشغيل البطارية إلى 30% مقارنة بطراز الهيرو3 (كلاهما بحجم مشابه وبطارية تدوم لمدة أطول وبكفاءة أفضل).
وللنسخة السوداء عدة أنماط للفيديو وهي 1440p84, 1080p60, 960p100، 720p120، k4p15 ، 2.7kp30 وبإمكانك أن تلتقط صوراً ثابتة بدقة 12ميغابكسل تصل إلى 30 إطار في الثانية الواحدة. ومع زيادة الدقة تميزت النسخة السوداء من الهيرو3+ بوظيفة (تسمى الرؤية الفائقة) حيث أنها تزيد حقل الرؤية بشكل إضافي، ويتم تفعيلها بشكل اختياري. ولديها وظائف مسموح بها إضافية كتعديل وضعية الضوء المنخفض المتحركة، وأنماط تسجيل احترافية (معدلات بت عليا وعدم تطابق توازن اللون الأبيض، الخ) الخ. حيث أن ليس للنسخة السوداء القدرة على تسجيل 25/30 صورة في الثانية الواحدة بدقة فيديو 720p وwvga (يستطيع تسجيل معدلات إطار سريعة جداً بدقة منخفضة). وحصر البرامج الثابتة هي كشركة مصنِعة لمنتج عالي التكلفة ولم تتوقع بأنه سيستخدم لتسجيل دقة منخفضة مع معدلات اطار ضعيفة. وزمن تشغيل بطارية الهيرو3+ النسخة السوداء أطول بشكل ملاحظ من الهيرو3 النسخة السوداء، حيث أنها تستمر حوالي من 30-50% وأقل من زمن تشغيل بطارية الهيرو1 والهيرو2.
وأنماط فيديو النسخة الفضية هي 1080p60 و 720p120 وبإمكانها التقاط 10ميغابكسل من الصور الثابتة والتي تصل إلى 10 إطارات في الثانية الواحدة. وهي خلاف النسخة السوداء، فالنسخة الفضية بإمكانها تسجيل من 25-30 صورة في الثانية (أو أكثر) ومدعوم بأكثر من دقة. وبطارية الهيرو3+ النسخة الفضية أطول خلال التسجيل بحوالي 25-50% من الهيرو3+ النسخة السوداء (وكلاهما يستخدما نفس البطارية). يعتمد الاختلاف في زمن التشغيل على تركيب الدقة/ الصورة في الثانية الواحدة، واستخدام الشبكة اللاسلكية وتطبيق الجو برو على الهاتف النقال أثناء التسجيل. وعندما يزيد تشغيل عدة وضعيات كوضعية صورة في الثانية ستنخفض البطارية والوظائف الإضافية ستتعطل في كلتا الكاميرتان. وزمن تشغيل بطارية النسخة الفضية من الهيرو3+ هي مشابهة لزمن تشغيل بطارية الهيرو2 والهيرو1.
هيرو3
في أواخر عام 2012 أعلنت شركة جو برو عن كاميرات الهيرو3. وأتت هذه الكاميرا في ثلاثة إصدارات: الأسود والفضي والأبيض.
وقد جاءت كل الإصدارات الثلاث للهيرو3 أصغر بنسبة 30% وأخف بنسبة 25% ومع شبكة لاسلكية. التغير في الأبعاد الفيزيائية مقارنة بكاميرات اجيل السابق (التطابق الفيزيائي للهيرو1 والهيرو2) فإن بعض اكسسوارات كاميرات اهيرو1 والهيرو2 غير ملائمة لكاميرات الهيرو3 ، لذلك قامت جو برو بتصنيع إصدارات جديدة من الأكسسوارات خصيصاً للهيرو3 (معظمها للهيرو3+ ، انظر أعلى اصفحة). والإصدارات الجديدة من الأكسسوارات لم تكن ملائمة لكاميرات هيرو اجيل السابق.
مع ذلك هناك الكثير من الأكسسوارات الملائمة لكاميرة هيرو ذات التقنية العالية من الجيل السابق. ومن المساوئ البارزة هي أن النسخة الفضية والنسخة السوداء من كاميرات الهيرو3 (مقارنة مع كاميرات الهيرو1 والهيرو2) فأن زمن تشغيل بطاريتهما أقصر بشكل واضح. فمثلاً، بدقة 720p تستطيع أن تلتقط من 25-30 صورة في الثانية بينما زمن تشغيل بطارية اهيرو1 والهيرو2 تستمر لمدة 3 ساعات، والنسخة الفضية من الهيرو 3 فزمن تشغيل بطاريتها تستمر لمدة ساعة ونصف (ويوجد في النسخة السوداء وضعية «الأكثر اقتصادا» وهي ضبط الكاميرا على دقة 1080p لالتقاط 30 صورة في اثانية، وذلك قد يشارك جزئيا في زمن تشغيل البطارية الضعيفة).
وتتميز النسخة السوداء بمستشعر 12ميغابكسل جديد قادر على التقاط فيديو بدقة 4K الرقمي لتصوير 15 صورة في الثانية، وفيديو 1440p لتصوير 48 صورة في الثانية وفيديو 1080p لتصوير 60 صورة في الثانية وفيديو 960p لتصوير 100 صورة في الثانية وفيديو 720p لتصوير 120 صورة في الثانية وفيديو WVGA لتصوير 240 صورة في الثانية. وتتضمن النسخة السوداء على جهاز تحكم بالشبكة اللاسلكية. ولا يمكن للنسخة السوداء تسجيل من 25/30 صورة في الثانية بدقة 720p وwvga. ولكن يمكنها بهذه الدقة تسجيل معدلات اطار سريعة جداً. وحصر البرامج الثابتة هي كشركة مصنِعة لمنتج عالي التكلفة ولم تتوقع بأنه سيستخدم لتسجيل دقة منخفضة مع معدلات اطار ضعيفة. وتستخدم النسخة البيضاء مستشعر 11 ميغا بكسل المشابه للهيرو2.
الهيرو2 ذات التنقية العالية
في 24 أكتوبر 2011 أطلقت جو برو هيرو2 بتقنية عالية. ويوجد بها مستشعر صور 11 ميغا بكسل وميزة الضوء المنخفض المتطورة وتسجيل يصل إلى 120 اطار في الثانية. وقد باعت ثلاثة مجموعات من اللوازم المختلفة: نسخة الهواء الطلق ونسخة رياضة السيارات ونسخة ركوب الأمواج.
الهيرو ذات التقنية العالية.
وقد طرحت الهيرو ذات التقنية العالية مع مجموعة من اللوازم حيث أن بمستشعرها الـ 5 مبغا بكسل بإمكانها كأقصى حد التقاط فيديو بدقة1080p. حيث أن اتجاه الكاميرا يشكل أساس متنوع على حسب نوع الرياضة، حيث أن لديهم (خوذة الهيرو ذات التقنية العالية ومعدات كاميرات رياضة السيارات الهيرو ذات التقنية العالية ومعدات كاميرة ركوب الأمواج). حيث أول تسجيل لها كان في 25 يناير 2010.
حجم صفات المستشعر 1/2. 5- بوصة -5.75 × 4.28 ملم.
حجم البيسكل: 2.22. μm
حجم الصورة:
هيرو 960 ذات التقنية العالية
تصور هيرو 960 ذات التقنية العالية فيديو بدقة 960p كأقصى حد، وتعبر غير ملائمة مع لوازم جو برو الإلكترونية على الرغم من أن الكاميرا ملائمة مع معدات جو برو. حيث أول تسجيل لها كان في 6 اوقست 2010.
هيرو 5 الرقمية
(أول دخول لكاميرة هيرو 5 الرقمية كان في 5 ديسمبر من عام 2008) بمستشعر صور ثابتة 5 ميغا بكسل، ومدعوماً بدقة قياسية (512x384) لتصوير الفيديو. وتعمل على بطاريات AAA ، وتحتوي على ذاكرة داخلية سعتها 16 ميغا بايت ويمكن تزويدها بذاكرة خارجية سعتها 2 جيجا بايت. وتعتبر أول كاميرا جو برو هيرو تستخدم عدسة واسعة وقصيرة بزاوية 170درجة. والبيت الواقِ الخاص بالكاميرا بشكل قوي وغير عادي يصل عمقها إلى 100 قدم/33 متر. وأبعادها 2.6 × 1.75 × 1.25 بوصات (66.04 × 44.45 × 31.75 ملم). وعلى الرغم من أن معدات الكاميرا ملائمة لها إلا أن الكاميرا لم تصمم لتعمل مع بيتها الواقِ الأحدث ذو التقنية العالية.
هيرو 3 الرقمية
تتميز كاميرا هيرو 3 الرقمية التي طرحت عام 2007 بأنها بخاصية 3 ميغا بكسل وتصور فيديو قياسي الدقة با 512 × 384. ويقدر عمقها إلى 30 متر (98.4 قدم).
جو برو هيرو 35 ملم، كاميرا رياضية لكل المواسم.
توفرت كاميرة 35 ملم (طراز 001#) في 13 أبريل من عام 2005. وتبلغ أبعاد الكاميرا 2.5 في 3 بوصة (64 في 76 ملم) وتزن 0.45 باوند (200 جرام). وتشمل الكاميرا على بيت واقِ سريع الفتح وحزام ووميض مرتبط بقفازات التزلج. وبإمكانها أن تتمحور بشكل سريع وفعال لتصل إلى عمق 15 قدم (5 متر). وقد وصفت بأنها «كاميرة معصم قابلة لإعادة الإستخدام» تشمل على لفافة من 24 فيلم كوداك 400.
المنافسين